# When Broken Is Easily Fixed
When Broken Is Easily Fixed – debiutancki album studyjny kanadyjskiej grupy Silverstein, wydany 20 maja 2003 nakładem Victory Records. Został poprzedzony dwoma wydawnictwami EP: Summer's Stellar Gaze (2000) i When the Shadows Beam (2002).

## Utwory
1. „Smashed Into Pieces” – 3:44
2. „Red Light Pledge” – 3:51
3. „Giving Up” – 4:12
4. „November” – 4:15
5. „Last Days of Summer” – 4:30
6. „Bleeds No More” – 3:16
7. „Hear Me Out” – 3:50
8. „The Weak and the Wounded” – 3:15
9. „Wish I Could Forget You” – 3:26
10. „When Broken Is Easily Fixed” – 4:20

Bonusowe utwory
1. „Friends In Fall River” – 3:18
2. „Forever and a Day” – 4:28

Dodatek DVD zwydany z płytą 14 września 2004
1. „Giving Up” [live, niepublikowane] – 4:20
2. „Giving Up” [teledysk]” – 4:20
3. „Smashed Into Pieces” [live] – 3:34
4. „Smashed Into Pieces” [teledysk] – 3:43
5. „Wywiad z zespołem” – 10:19
6. „Wywiad z Shanem Toldem” – 3:07
7. „Przegląd sprzętu” – 4:54

## Twórcy
Skład zespołu
- Shane Told – śpiew, teksty, dodatkowa gitara
- Josh Bradford – gitara rytmiczna
- Neil Boshart – gitara prowadząca
- Paul Koehler – perkusja
- Billy Hamilton – gitara basowa

Inni zaangażowani
- Richard McWalter – dodatkowa gitara
- Rainer Tan – skrzypce
- Kyle Bishop – dodatkowy śpiew w utworze „When Broken Is Easily Fixed”
- Justin Koop – produkcja muzyczna, inżynieria, miksowanie
- Rob Turri – asystent inżyniera
- Alan Douches – mastering
- Martin Wittfooth – oprawa graficzna
- Eric Deleporte – układ

## Opis
Album promowały teledyski do utworów „Giving Up” (2003, reż. Micah Meisner), „Smashed Into Pieces” (2004, reż. Shane C. Drake).
Z okazji 15. rocznicy ukazania się albumu w 2018 zorganizowano specjalną trasę koncertową. Na 20. rocznicę wydania płyty w 2023 przygotowano do sprzedaży specjalną odzież dedykowaną wydawnictwu.